# Бозанич, Оливер
О́ливер Джон Бо́занич (пол. Oliver John Bozanić; 8 января 1989, Сидней) — австралийский футболист, полузащитник клуба «Уэстерн Сидней Уондерерс», выступал за сборную Австралии.

## Клубная карьера

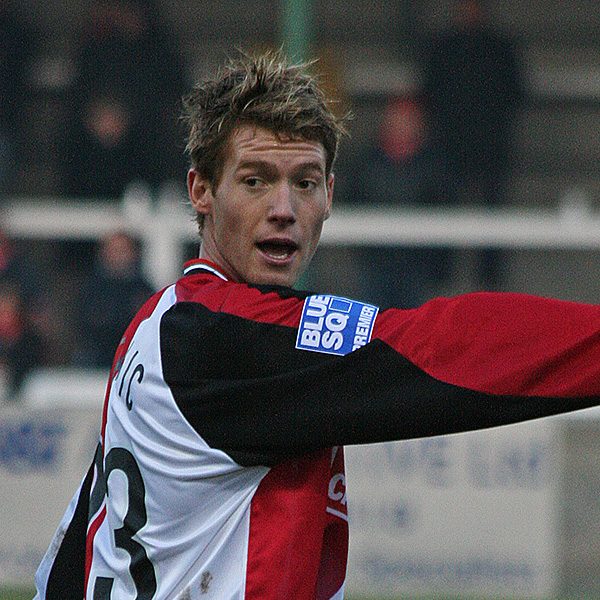
Бозанич в составе «Уокинга» (2009)

Родился 8 января 1989 года в городе Сидней в семье бывшего футболиста и игрока польско-австралийского клуба «Полония» (Аделаида) Вика Бозанича. Воспитанник ряда австралийских футбольных школ и молодёжной команды «Сентрал Кост Маринерс».
В 2007 году перебрался в английский «Рединг», в составе которого играл только за молодёжную команду. В течение 2009/10 сезона на условиях аренды выступал за английские клубы из низших лиг: «Уокинг», «Челтнем Таун» и «Олдершот Таун».
В 2010 году вернулся на родину, где три сезона защищал цвета команды «Сентрал Кост Маринерс». Играя в составе «Сентрал-Кост Маринерс», в основном выходил на поле с первых минут.
В состав швейцарского «Люцерна» присоединился 14 июня 2013 года, подписав двухлетний контракт. Дебютировал за клуб в матче против «Лозанны», который его клуб выиграл со счётом 2:0. В следующем матче он отметился голом в ворота «Арау», однако, несмотря на это, соперник одержал победу со счётом 4:2.
3 сентября 2015 года «Мельбурн Виктори» объявил о подписании трёхлетнего контракта с Бозаничем. Через 19 дней он дебютировал в команде в матче против «Аделаида Юнайтед» в рамках четвертьфинала Кубка Австралии 2015, его команда выиграла со счётом 3:1. Клуб Бозанича дошёл до финала турнира, где сыграл с «Перт Глори». Сам Бозанич открыл счёт в матче и помог клубу выиграть со счётом 2:0.
16 марта 2017 года «Мельбурн Виктори» объявил, что Бозанич подпишет трёхлетний контракт с японским «Ванфоре Кофу». Не отработав контракт до конца, 4 декабря 2017 года Бозанич покинул клуб.
18 февраля 2018 года он присоединился к «Мельбурн Сити» на оставшуюся часть сезона. В июне вновь сменил клуб, став игроком шотландского «Харт оф Мидлотиан».
21 октября 2020 года Бозанич вернулся в «Сентрал Кост Маринерс». 18 декабря 2021 года Бозанич сыграл свой 100-й матч в A-лиге за «Маринерс», в концовке игры с «Вестерн Сидней Уондерерс» он реализовал штрафной удар, принеся победу своему клубу со счётом 2:0.

## Выступления за сборные
В течение 2006—2012 годов привлекался в состав молодёжной сборной Австралии. На молодёжном уровне сыграл в 26 официальных матчах, забил 2 гола. Бозанич был капитаном сборной в квалификации к Олимпиаде 2012 года в Лондоне, куда Австралия так и не попала.
В октябре 2013 года дебютировал в официальных матчах в составе национальной сборной Австралии, выйдя на замену в товарищеской игре против сборной Канады. Бозанич был включён в состав сборной на чемпионат мира по футболу 2014.